# 与那原テック
与那原テック（よなばるテック）は、 沖縄県与那原町にかつて存在した遊園地である。
なお、ホンダ経営の多摩テック（2009年9月30日閉園）、生駒テック（1965年3月閉園）、朝霞テック（1973年11月閉園）との関係は無い。

## 概要
開園は1966年（昭和41年）8月7日。モータリゼーションテーマパークであり、キャッチフレーズは「科学が生んだおとぎの国 総合自動車遊園地」。当時の新聞広告にも、キャッチフレーズを含めた形で掲載されていた。営業時間は午前9時30分から午後6時で、年中無休であった。
建設予定地は何もない原野であり、そこを切り開く形で建設が進められ、建設には2～3年を要した。開園当日での事故発生に伴い、一旦は休園したものの、17日に再開園。オープン当時は、遊園地と呼ばれるものがなかった沖縄であったが、全長250〜300メートルほどのジェットコースターを始め、メリーゴーラウンド、観覧車、お化け屋敷、ゴーカート、ケーブルカーなどがあった。また、麓には「与那原海水浴場」があることもポイントであった。1968年（昭和43）のこどもの日には、3万人が来場した。

### 閉園へ
東陽バスが管理、運営を行っていたが、施設の老朽化に伴い1986年（昭和61年）4月1日に閉園。閉園に至った要因の1つとして、丘から吹く塩を含む強風により、遊具に錆が起きやすくなり、メンテナンス費用が膨大になったことが挙げられている。閉園後、1988年（昭和63年）に東陽バスが管理する「東陽ゴルフクラブ」となったものの、のちに売却され、現在は「マリンタウンゴルフ」となっている。また、麓にあった「与那原海水浴場」は埋め立てられ、現在は住宅エリアとして、与那原町側が「マリンタウン東浜」、西原町側が「マリンタウン東崎」となっている。